# Mascheroni (cognome)
Mascheroni è un cognome italiano.

## Varianti
Maschera, Maschero, Mascheri, Mascherino, Mascherini, Mascheretti
oppure:
Mascaro, Mascara, Mascari, Mascarino, Mascarini, Mascaretti, Mascaroni

## Diffusione
Quasi tutte le varianti sono principalmente lombarde. Vi sono però dei Mascara e Mascari in Sicilia, dei Mascaro in Calabria. I Mascarino sono soprattutto in Piemonte, mentre i Mascarini e i Mascheretti vengono dall'area fra Bergamo e Lecco. I Mascheroni sono oggi soprattutto milanesi, ma il cognome proviene ed è diffuso nella Brianza e nella bergamasca. La graduatoria in ordine di frequenza decrescente nell'elenco telefonico italiano è: Mascheroni, Mascaro, Mascaretti, Mascherini, Maschera, Mascheretti, Mascari, Mascarino, Mascheri, Mascarini, Mascara, Mascherino, Maschero, Mascaroni. Le prime due istanze sono di gran lunga le più diffuse.

## Etimologia
Il cognome trae origine dal nome di battesimo medievale Mascarus, che a sua volta potrebbe provenire dal nome personale germanico Mascarius o, secondo Giandomenico Serra, addirittura dal nomen latino Maskarus o dal cognomen Masculus.

## Storia
Le attestazioni più antiche, tutte relative alla variante "Mascaroni", sono a Meda dal 1178, a Monza nel 1237 e a Bergamo dal 1239. Nel giuramento di obbedienza dei milanesi alla Santa Sede (1266) il nome Mascaronus compare cinque volte. I Mascheroni veri e propri sono attestati a Bergamo nel 1273, quando il canonico Omobono de Mascheroni compare in un compromesso. Anche la variante Mascaro/Mascari è attestata a Bergamo dal 1280 da due atti rogati dai notai Filippo Mascarus de Bonomo e Pasino de Mascaris. I De Mascharis sono di Olmo al Brembo come la maggior parte dei Mascheroni e perciò potrebbe trattarsi di una variante ortografica dello stesso cognome. I De Mascheris, invece, compaiono solo a Gandellino, nell'alta Val Seriana e solo nel XV secolo.
Nel Trecento e Quattrocento i Mascaroni non compaiono in alcun documento milanese e il cognome sembra ricomparire solo nel Settecento, forse a seguito di un errore di trascrizione. I cognomi Mascaroni e Mascheroni, invece, continuano ad essere presenti nella bergamasca, dove le due varianti sembrano essere equivalenti. I numerosi Mascheroni bergamaschi, che compaiono nelle pergamene della Biblioteca Angelo Maj, sono insediati quasi esclusivamente a Olmo al Brembo (dal 1315) e a San Pellegrino Terme, anche se un ramo è presente a Bergamo e in rari casi i Mascheroni di Bergamo o di San Pellegrino dichiarano di provenire da Olmo.
Fra questi Mascaroni/Mascheroni compaiono artigiani ma anche notai (dal 1328), medici e giureconsulti. Ad esempio nel 1352 si cita il defunto Guglielmo de Mascaronibus "fisico" (cioè medico) "di legge longobarda" e nel 1357 Leonetto de Mascaronibus compare fra gli arbitri di una sentenza arbitrale. Nel secolo successivo un esponente di Olmo sembra attivo nell'industria del taglio e vendita del legname.
Nel 1460, inoltre, troviamo a Milano un "Pietro de Mascheronibus de Brembilla", citato in un atto dell'Archivio di Stato di Milano. Questo atto si situa subito dopo l'esodo degli abitanti della Val Brembilla a Milano per contrasti con i nuovi dominatori veneziani (Cfr. Brambilla per notizie su questo esodo). Secondo Merati i Mascheroni milanesi potrebbero trarre tutti origine da questo evento.
Gli esponenti del principale ramo bergamasco continuano ad essere collegati con il paese di Olmo al Brembo, nell'alta Val Brembana, anche nei secoli successivi. Da qui proveniva anche Matteo, pittore attivo a Venezia dal 1535 al 1546. Nel Seicento vi vissero Giovanni Paolo e Giovanni, avi del famoso matematico e poeta Lorenzo Mascheroni (1750-1800). Altro esponente settecentesco della stessa casata fu la poetessa Lelia. La villa di famiglia a Bergamo, dove nacque Lorenzo Mascheroni, era in località Castagneta. Fu ceduta verso il 1920, dato che la famiglia si era trasferita a Milano da diversi decenni, ed è oggi sede del noto ristorante "Il Pianone".

## Alias
L'origine dal paese di Olmo al Brembo venne spesso utilizzata in aggiunta o in sostituzione del cognome Mascheroni. Si ebbero così i "Mascheroni dell'Olmo" (da cui anche il poeta e matematico Lorenzo Mascheroni), i "Dell'Olmo" o addirittura i "Lolmo" (usato dal ramo dei pittori).

## Persone

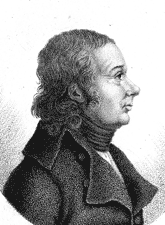
Lorenzo Mascheroni

- Adriano Mascheroni (1530-1531) - vescovo di Sora-Aquino-Pontecorvo
- Angelo Mascheroni - vescovo ausiliare dell'arcidiocesi di Milano
- Angelo Mascheroni (1855-1905) - compositore e direttore d'orchestra
- Carlo Mascheroni - sportivo italiano, praticante la disciplina di equitazione attacchi
- Carlo Mascheroni (1826-1868)- scrittore italiano
- Carlo Mascheroni (1877-1907) - compositore e direttore di coro, fondatore della Cappella Polifonica di Locate
- Edoardo Mascheroni (1852-1941) - compositore e direttore d'orchestra, fratello di Angelo
- Ernesto Mascheroni (1907-1984) - calciatore oriundo dell'Uruguay. Giocò due volte nella nazionale italiana (Campionato mondiale di calcio 1930 e Coppa Internazionale 1933-1935)
- Giuseppe Mascheroni (1954-vivente) - ex calciatore di Triestina e Vicenza
- Lio Mascheroni (vivente) - batterista e musicista heavy metal. Nel 1981 entra nei Vanadium. Dal 2002 al 2005 è nei Fire Trails e dal 2007 nei Rustless
- Lorenzo Mascheroni (1750-1800) - matematico e poeta
- Oliviero Mascheroni - calciatore dell'Associazione Sportiva Roma negli anni 1937-39 e dell'Associazione Sportiva Ambrosiana nel 1941-42
- Riccardo Mascheroni (1945) - calciatore centrocampista negli anni sessanta - settanta
- Sassolo Mascheroni - personaggio dell'Inferno di Dante Alighieri
- Vittorio Mascheroni (1895-1972) - musicista le cui note sono state ampiamente utilizzate dalla musica leggera e dalla cinematografia italiana

### Variante Mascherini

Marcello Mascherini

- Marcello Mascherini (1906- 1983) - scultore e scenografo italiano

### Variante Mascheretti
- Claudio Mascheretti (1970) - calciatore italiano